# ターロー駅
ターロー駅（ターローえき、タイ語:สถานีรถไฟท่าฬ่อ）は、タイ王国北部ピチット県ムアンピチット郡にある、タイ国有鉄道北本線の駅である。

## 概要
ターロー駅はタイ王国北部ピチット県の県庁所在地で、人口約11万人が暮らすムアンピチット郡に位置する。駅の正面側は西向きであり、ナーン川が駅正面側400m程の所を流れている。クルンテープ駅より354.26km地点に位置し、普通列車利用で7時間50分程度である。
当駅は三等駅であり1日に6本（3往復）の普通列車のみが発着する。また本駅を含むロッブリー駅より終点チェンマイ駅までは、単線区間である。

## 歴史
1897年3月26日にタイ官営鉄道最初の区間が、クルンテープ駅 - アユタヤ駅間に開業した。1900年12月21日に当初計画のナコンラチャシーマ駅まで完成した。この頃北本線をチエンマイまで整備する事なり、少しずつ延伸開業の後1908年1月24日にピッサヌローク駅まで完成し、これに伴い当駅も開業した。当駅開業の約14年後の1922年1月1日に、チエンマイ駅までの全通完成を見た。
- 1908年1月24日 【開業】パークナムポー駅 - ピッサヌローク駅 (138.66km)

## 駅構造
単式ホーム1面1線をもつ地上駅であり、駅舎はホームに面している。